# 113 (số)
Xin xem các mục từ cùng tên tại 113 (định hướng)
113 (một trăm mười ba) là một số tự nhiên ngay sau 112 và ngay trước 114.

## Sử dụng
- 113 là số điện thoại nóng của công an Việt Nam.